# Municipio de Union (condado de Washington, Kansas)
El municipio de Union (en inglés: Union Township) es un municipio ubicado en el condado de Washington en el estado estadounidense de Kansas. En el año 2010 tenía una población de 104 habitantes y una densidad poblacional de 1,12 personas por km².

## Geografía
El municipio de Union se encuentra ubicado en las coordenadas 39°57′14″N 97°18′10″O / 39.95389, -97.30278. Según la Oficina del Censo de los Estados Unidos, el municipio tiene una superficie total de 92.61 km², de la cual 92,39 km² corresponden a tierra firme y (0,23 %) 0,21 km² es agua.

## Demografía
Según el censo de 2010, había 104 personas residiendo en el municipio de Union. La densidad de población era de 1,12 hab./km². De los 104 habitantes, el municipio de Union estaba compuesto por el 98,08 % blancos y el 1,92 % eran de una mezcla de razas. Del total de la población el 0 % eran hispanos o latinos de cualquier raza.